# 西门家中的筵席 (委罗内塞，都灵)
《西门家中的筵席》是保罗·委罗内塞的一幅布面油画，绘制于约 1565 年，现藏于都灵的萨包达美术馆。
这幅画的订制者是维罗纳圣拉匝禄圣赛苏堂的修士，用于装饰他们的食堂。这幅画是威尼斯修道院食堂的“筵席”系列之一 -著名的有圣乔治马焦雷圣殿的《加纳婚宴》 （现藏于卢浮宫) 和另一幅《西门家中的筵席》(现藏于米兰) 。